# Dünne Scheibe
Die dünne Scheibe ist ein Strukturbestandteil von Spiralgalaxien und linsenförmigen Galaxien vom Typ S0 und besteht aus Sternen, Gas und kosmischem Staub.
Sie stellt die Hauptmassedichte außerhalb des Zentrums (z. B. des galaktischen Bulges) dar. Die Milchstraße soll eine Skalenhöhe von etwa 300–400 Parsec (980–1,300 Lichtjahre) auf der vertikalen Achse senkrecht zur Scheibe haben und eine Skalenlänge von etwa 2,5–4,5 kiloparsec (8,2–14,7 Tsd. Lichtjahre) auf der horizontalen Achse in Richtung des Radius. Zum Vergleich: Die Sonne befindet sich 8 kiloparsec (26 Tsd. Lichtjahre) außerhalb des Zentrums. Die dünne Scheibe trägt etwa 85 % der Sterne in der galaktischen Ebene und 95 % aller Scheibensterne bei. Sie kann von der dicken Scheibe einer Galaxie unterschieden werden, da letztere aus Sternen älterer Populationen besteht, die in einem früheren Stadium der Galaxienentstehung entstanden sind und daher weniger schwere Elemente aufweisen. Sterne in der dünnen Scheibe hingegen entstehen durch Gasakkretion in den späteren Stadien der Galaxienentstehung und sind im Durchschnitt metallreicher.
Die dünne Scheibe enthält Sterne mit einem breiten Altersspektrum und kann in eine Reihe von Subpopulationen zunehmenden Alters unterteilt werden. Dennoch gilt sie als deutlich jünger als die dicke Scheibe.
Basierend auf der neuen Wissenschaft der Nukleokosmochronologie wird geschätzt, dass die galaktische dünne Scheibe der Milchstraße vor 8,8 ± 1,7 Milliarden Jahren entstand. Sie könnte mit einem kleineren Satellitengalaxie kollidiert sein, wodurch die Sterne in der dünnen Scheibe durcheinandergewirbelt werden und die dicke Scheibe entsteht, während sich das Gas in der galaktischen Ebene abgesetzt und die dünne Scheibe neu gebildet hätte.